# Dirphia allae
Dirphia allae is een vlinder uit de onderfamilie Hemileucinae van de familie nachtpauwogen (Saturniidae).
De wetenschappelijke naam van de soort is voor het eerst geldig gepubliceerd door Ronald Brechlin & Frank Meister in 2011.

## Type
- holotype: "male, 13.XII.2010. Barcode: BC-RBP-5362. leg. Yury Bezverkhov, Viktor Sinjaev & Svetlana Sinjaeva"
- instituut: MWM, München, later ondergebracht in de ZSM, München, Duitsland
- typelocatie: "Peru, Ayacucho dept., Huanta, 2600 m., 12°55.9'S, 74°15.6'W"